# 마야인
마야족(Maya peoples)은 남부 멕시코와 벨리즈, 과테말라, 엘살바도르, 온두라스의 아메리카 원주민 집단으로, 마야 문명을 형성한 민족집단이다. “마야”라는 용어는 단일한 특정 민족을 가리키는 것이 아니고, 이 지역에서 마야어족 언어와 어느 정도의 문화를 민족들을 집단으로 부르는 명칭이다.
오늘날 마야족 인구는 600만명으로 추정된다. 이들 중 일부는 각 나라의 메스티소에게 동화되었다.

## 같이 보기
- 아메리카 원주민